# Coudroy
Coudroy é uma comuna francesa na região administrativa do Centro, no departamento Loiret. Estende-se por uma área de 15,08 km². Em 2010 a comuna tinha 320 habitantes (densidade: 21,2 hab./km²).